# شهرستان آنتوان-لابل
شهرستان آنتوان-لابل (به انگلیسی: Antoine-Labelle Regional County Municipality) یک منطقهٔ مسکونی در کانادا است که در ناحیه لورانتید واقع شده‌است. شهرستان آنتوان-لابل ۱۶٬۲۲۹٫۵۰ کیلومتر مربع مساحت و ۳۵٬۱۵۹ نفر جمعیت دارد.